# Lijst van senatoren uit New Hampshire

Zegel van de staat New Hampshire

Dit is een lijst van de senatoren voor de Amerikaanse staat New Hampshire. De senatoren voor New Hampshire zijn ingedeeld als Klasse II en Klasse III. De twee huidige senatoren voor New Hampshire zijn: Jeanne Shaheen senator sinds 2009 (de senior senator) en Maggie Hassan  senator sinds 2017 (de junior senator), beiden lid van de Democratische Partij.
Een aantal prominente personen die hebben gediend als senator voor New Hampshire zijn onder andere: Nicholas Gilman (prominent politicus), Levi Woodbury (later minister van de Marine, Justitie en rechter voor het Hooggerechtshof), John Hale (Republikeins partijleider in de senaat van 1859 tot 1862), William Chandler (eerder minister voor de Marine), Styles Bridges (Republikeins partijleider in de senaat van 1949 tot 1951),
Jeanne Shaheen (prominent politica), John Langdon (prominent politicus), Franklin Pierce (later president), Daniel Clark (later rechter voor het Hof van Beroep van New Hampshire), Jacob Gallinger (Republikeins partijleider in de senaat van 1913 tot 1918), Warren Rudman (prominent politicus) en Judd Gregg (prominent politicus).

## Klasse II
| Nr.    | Senator voor New Hampshire Senator from New Hampshire | Senator voor New Hampshire Senator from New Hampshire | Senator voor New Hampshire Senator from New Hampshire | Ambtstermijn     | Ambtstermijn      | Partij(en)   | Verkiezing(en) |
| ------ | ----------------------------------------------------- | ----------------------------------------------------- | ----------------------------------------------------- | ---------------- | ----------------- | ------------ | -------------- |
| 1      |                                                       | Paine Wingate                                         | Paine Wingate (1839–1838)                             | 4 maart 1789     | 4 maart 1793      | DR           | 1789           |
| 2      |                                                       | Samuel Livermore                                      | Samuel Livermore (1732–1803)                          | 4 maart 1793     | 11 juni 1801      | F            | 1792           |
| 2      | 1798                                                  | Samuel Livermore                                      | Samuel Livermore (1732–1803)                          | 4 maart 1793     | 11 juni 1801      | F            |                |
| Vacant |                                                       |                                                       |                                                       |                  |                   |              |                |
| 3      |                                                       | Simeon Olcott                                         | Simeon Olcott (1835–1815)                             | 18 juni 1801     | 4 maart 1805      | F            | 1801           |
| 4      |                                                       | Nicholas Gilman                                       | Nicholas Gilman (1755–1814)                           | 4 maart 1805     | 2 mei 1814        | DR           | 1804           |
| 4      | 1810                                                  | Nicholas Gilman                                       | Nicholas Gilman (1755–1814)                           | 4 maart 1805     | 2 mei 1814        | DR           |                |
| Vacant |                                                       |                                                       |                                                       |                  |                   |              |                |
| 5      |                                                       | Thomas Thompson                                       | Thomas Thompson (1866–1851)                           | 24 juni 1814     | 4 maart 1817      | F            | 1814           |
| 6      |                                                       | David Morril                                          | David Morril (1772–1849)                              | 4 maart 1817     | 4 maart 1823      | DR           | 1816           |
| 7      |                                                       | Samuel Bell                                           | Samuel Bell (1770–1850)                               | 4 maart 1823     | 4 maart 1835      | DR (1823–28) | 1825           |
| 7      | 1828                                                  | Samuel Bell                                           | Samuel Bell (1770–1850)                               | 4 maart 1823     | 4 maart 1835      | DR (1823–28) |                |
| 7      | NR (1828–33)                                          | Samuel Bell                                           | Samuel Bell (1770–1850)                               | 4 maart 1823     | 4 maart 1835      |              |                |
| 7      | W (1833–35)                                           | Samuel Bell                                           | Samuel Bell (1770–1850)                               | 4 maart 1823     | 4 maart 1835      |              |                |
| 8      |                                                       | Henry Hubbard                                         | Henry Hubbard (1784–1857)                             | 4 maart 1835     | 4 maart 1841      | D            | 1835           |
| 9      |                                                       | Levi Woodbury                                         | Levi Woodbury (1789–1851)                             | 4 maart 1841     | 20 september 1845 | D            | 1841           |
| Vacant |                                                       |                                                       |                                                       |                  |                   |              | 1841           |
| 10     |                                                       | Benning Jenness                                       | Benning Jenness (1806–1879)                           | 1 december 1845  | 14 juni 1846      | D            | 1841           |
| 11     |                                                       | Joseph Cilley                                         | Joseph Cilley (1791–1887)                             | 14 juni 1846     | 4 maart 1847      | L            | 1846 (1)       |
| 12     |                                                       | John Hale                                             | John Hale (1806–1873)                                 | 4 maart 1847     | 4 maart 1853      | O (1847–48)  | 1846 (2)       |
| 12     | FS (1848–53)                                          | John Hale                                             | John Hale (1806–1873)                                 | 4 maart 1847     | 4 maart 1853      |              | 1846 (2)       |
| 13     |                                                       | Charles Atherton                                      | Charles Atherton (1804–1853)                          | 4 maart 1853     | 15 november 1853  | D            | 1853           |
| Vacant |                                                       |                                                       |                                                       |                  |                   |              | 1853           |
| 14     |                                                       | Jared Williams                                        | Jared Williams (1796–1864)                            | 30 november 1853 | 15 juli 1854      | D            | 1853           |
| Vacant |                                                       |                                                       |                                                       |                  |                   |              |                |
| 15     |                                                       | John Hale                                             | John Hale (1806–1873)                                 | 30 juli 1855     | 4 maart 1865      | R            | 1855           |
| 15     | 1859                                                  | John Hale                                             | John Hale (1806–1873)                                 | 30 juli 1855     | 4 maart 1865      | R            |                |
| 16     |                                                       | Aaron Cragin                                          | Aaron Cragin (1821–1898)                              | 4 maart 1865     | 4 maart 1877      | R            | 1864           |
| 16     | 1870                                                  | Aaron Cragin                                          | Aaron Cragin (1821–1898)                              | 4 maart 1865     | 4 maart 1877      | R            |                |
| 17     |                                                       | Edward Rollins                                        | Edward Rollins (1824–1889)                            | 4 maart 1877     | 4 maart 1883      | R            | 1876           |
| Vacant |                                                       |                                                       |                                                       |                  |                   |              |                |
| 18     |                                                       | Austin Pike                                           | Austin Pike (1819–1886)                               | 3 augustus 1883  | 8 oktober 1886    | R            | 1883           |
| Vacant |                                                       |                                                       |                                                       |                  |                   |              | 1883           |
| 19     |                                                       | Person Cheney                                         | Person Cheney (1828–1901)                             | 14 november 1886 | 14 juni 1887      | R            | 1883           |
| 20     |                                                       | William Chandler                                      | William Chandler (1835–1917)                          | 14 juni 1887     | 4 maart 1889      | R            | 1887           |
| 21     |                                                       | Gilman Marston                                        | Gilman Marston (1811–1890)                            | 4 maart 1889     | 18 juni 1889      | R            | 1889           |
| 22     |                                                       | William Chandler                                      | William Chandler (1835–1917)                          | 18 juni 1889     | 4 maart 1901      | R            | 1889           |
| 22     | 1895                                                  | William Chandler                                      | William Chandler (1835–1917)                          | 18 juni 1889     | 4 maart 1901      | R            |                |
| 23     |                                                       | Henry Burnham                                         | Henry Burnham (1844–1917)                             | 4 maart 1901     | 4 maart 1913      | R            | 1901           |
| 23     | 1901                                                  | Henry Burnham                                         | Henry Burnham (1844–1917)                             | 4 maart 1901     | 4 maart 1913      | R            |                |
| 24     |                                                       | Henry Hollis                                          | Henry Hollis (1869–1949)                              | 4 maart 1913     | 4 maart 1919      | D            | 1913           |
| 25     |                                                       | Henry Keyes                                           | Henry Keyes (1863–1938)                               | 4 maart 1919     | 3 januari 1937    | R            | 1918           |
| 25     | 1924                                                  | Henry Keyes                                           | Henry Keyes (1863–1938)                               | 4 maart 1919     | 3 januari 1937    | R            |                |
| 25     | 1930                                                  | Henry Keyes                                           | Henry Keyes (1863–1938)                               | 4 maart 1919     | 3 januari 1937    | R            |                |
| 26     |                                                       | Styles Bridges                                        | Styles Bridges (1898–1961)                            | 3 januari 1937   | 26 november 1961  | R            | 1936           |
| 26     | 1942                                                  | Styles Bridges                                        | Styles Bridges (1898–1961)                            | 3 januari 1937   | 26 november 1961  | R            |                |
| 26     | 1948                                                  | Styles Bridges                                        | Styles Bridges (1898–1961)                            | 3 januari 1937   | 26 november 1961  | R            |                |
| 26     | 1954                                                  | Styles Bridges                                        | Styles Bridges (1898–1961)                            | 3 januari 1937   | 26 november 1961  | R            |                |
| 26     | 1960                                                  | Styles Bridges                                        | Styles Bridges (1898–1961)                            | 3 januari 1937   | 26 november 1961  | R            |                |
| Vacant |                                                       |                                                       |                                                       |                  |                   |              |                |
| 27     |                                                       | Maurice Murphy                                        | Maurice Murphy (1927–2002)                            | 10 januari 1962  | 6 november 1962   | R            |                |
| 28     |                                                       | Thomas McIntyre                                       | Thomas McIntyre (1915–1992)                           | 6 november 1962  | 3 januari 1979    | D            | 1962           |
| 28     | 1966                                                  | Thomas McIntyre                                       | Thomas McIntyre (1915–1992)                           | 6 november 1962  | 3 januari 1979    | D            |                |
| 28     | 1972                                                  | Thomas McIntyre                                       | Thomas McIntyre (1915–1992)                           | 6 november 1962  | 3 januari 1979    | D            |                |
| 29     |                                                       | Gordon Humphrey                                       | Gordon Humphrey (1940)                                | 3 januari 1979   | 5 december 1990   | R            | 1978           |
| 29     | 1984                                                  | Gordon Humphrey                                       | Gordon Humphrey (1940)                                | 3 januari 1979   | 5 december 1990   | R            |                |
| Vacant |                                                       |                                                       |                                                       |                  |                   |              |                |
| 30     |                                                       | Bob Smith                                             | Bob Smith (1941)                                      | 10 december 1990 | 3 januari 2003    | R            |                |
| 30     | 1990                                                  | Bob Smith                                             | Bob Smith (1941)                                      | 10 december 1990 | 3 januari 2003    | R            |                |
| 30     | 1996                                                  | Bob Smith                                             | Bob Smith (1941)                                      | 10 december 1990 | 3 januari 2003    | R            |                |
| 31     |                                                       | John Sununu II                                        | John Sununu II (1964)                                 | 3 januari 2003   | 3 januari 2009    | R            | 2002           |
| 32     |                                                       | Jeanne Shaheen                                        | Jeanne Shaheen (1947)                                 | 3 januari 2009   | heden             | D            | 2008           |
| 32     | 2014                                                  | Jeanne Shaheen                                        | Jeanne Shaheen (1947)                                 | 3 januari 2009   | heden             | D            |                |
| 32     | 2020                                                  | Jeanne Shaheen                                        | Jeanne Shaheen (1947)                                 | 3 januari 2009   | heden             | D            |                |

## Klasse III
| Nr.    | Senator voor New Hampshire Senator from New Hampshire | Senator voor New Hampshire Senator from New Hampshire | Senator voor New Hampshire Senator from New Hampshire | Ambtstermijn      | Ambtstermijn      | Partij(en)   | Verkiezing(en) |
| ------ | ----------------------------------------------------- | ----------------------------------------------------- | ----------------------------------------------------- | ----------------- | ----------------- | ------------ | -------------- |
| 1      |                                                       | John Langdon                                          | John Langdon (1741–1819)                              | 4 maart 1789      | 4 maart 1801      | F (1789–92)  | 1788           |
| 1      | DR (1792–01)                                          | John Langdon                                          | John Langdon (1741–1819)                              | 4 maart 1789      | 4 maart 1801      |              | 1788           |
| 1      | 1794                                                  | John Langdon                                          | John Langdon (1741–1819)                              | 4 maart 1789      | 4 maart 1801      |              |                |
| 2      |                                                       | James Sheafe                                          | James Sheafe (1755–1829)                              | 4 maart 1801      | 14 juni 1802      | F            | 1800           |
| Vacant |                                                       |                                                       |                                                       |                   |                   |              | 1800           |
| 3      |                                                       | William Plumer                                        | William Plumer (1759–1850)                            | 18 juni 1802      | 4 maart 1807      | F            | 1802           |
| 4      |                                                       |                                                       | Nahum Parker (1760–1839)                              | 4 maart 1807      | 1 juni 1810       | DR           | 1807           |
| Vacant |                                                       |                                                       |                                                       |                   |                   |              | 1807           |
| 5      |                                                       |                                                       | Charles Cutts (1769–1846)                             | 20 juni 1810      | 4 maart 1813      | F            | 1810           |
| Vacant | Vacant                                                | Vacant                                                | Vacant                                                | Vacant            | Vacant            | Vacant       | 1813 (1)       |
| (5)    |                                                       |                                                       | Charles Cutts (1769–1846)                             | 3 april 1813      | 10 juni 1813      | F            | 1813 (1)       |
| 6      |                                                       | Jeremiah Mason                                        | Jeremiah Mason (1768–1848)                            | 10 juni 1813      | 17 juni 1817      | F            | 1813 (2)       |
| Vacant |                                                       |                                                       |                                                       |                   |                   |              | 1813 (2)       |
| 7      |                                                       | Clement Storer                                        | Clement Storer (1760–1830)                            | 27 juni 1817      | 4 maart 1819      | DR           | 1817           |
| 8      |                                                       | John Parrott                                          | John Parrott (1767–1836)                              | 4 maart 1819      | 4 maart 1825      | DR           | 1818           |
| Vacant |                                                       |                                                       |                                                       |                   |                   |              |                |
| 9      |                                                       | Levi Woodbury                                         | Levi Woodbury (1789–1851)                             | 15 maart 1825     | 4 maart 1831      | DR (1825–28) | 1825           |
| 9      | D (1828–31)                                           | Levi Woodbury                                         | Levi Woodbury (1789–1851)                             | 15 maart 1825     | 4 maart 1831      |              | 1825           |
| 10     |                                                       | Isaac Hill                                            | Isaac Hill (1785–1851)                                | 4 maart 1831      | 30 mei 1836       | D            | 1831           |
| Vacant |                                                       |                                                       |                                                       |                   |                   |              | 1831           |
| 11     |                                                       | John Page                                             | John Page (1787–1865)                                 | 8 juni 1836       | 4 maart 1837      | D            | 1836           |
| 12     |                                                       | Franklin Pierce                                       | Franklin Pierce (1804–1869)                           | 4 maart 1837      | 28 februari 1842  | D            | 1837           |
| Vacant |                                                       |                                                       |                                                       |                   |                   |              | 1837           |
| 13     |                                                       | Leonard Wilcox                                        | Leonard Wilcox (1799–1850)                            | 1 maart 1842      | 4 maart 1843      | D            | 1837           |
| 13     | D                                                     | Leonard Wilcox                                        | Leonard Wilcox (1799–1850)                            | 1 maart 1842      | 4 maart 1843      | 1842         |                |
| 14     |                                                       | Charles Atherton                                      | Charles Atherton (1804–1853)                          | 4 maart 1843      | 4 maart 1849      | D            | 1843           |
| 15     |                                                       | Moses Norris                                          | Moses Norris (1799–1855)                              | 4 maart 1849      | 11 januari 1855   | D            | 1855           |
| Vacant |                                                       |                                                       |                                                       |                   |                   |              | 1855           |
| 16     |                                                       | John Wells                                            | John Wells (1803–1860)                                | 15 januari 1855   | 4 maart 1855      | D            | 1855           |
| Vacant |                                                       |                                                       |                                                       |                   |                   |              |                |
| 17     |                                                       | James Bell                                            | James Bell (1804–1857)                                | 30 juli 1855      | 26 mei 1857       | R            | 1855           |
| Vacant |                                                       |                                                       |                                                       |                   |                   |              | 1855           |
| 18     |                                                       | Daniel Clark                                          | Daniel Clark (1809–1891)                              | 27 juni 1857      | 27 juli 1866      | R            | 1857           |
| 18     | 1861                                                  | Daniel Clark                                          | Daniel Clark (1809–1891)                              | 27 juni 1857      | 27 juli 1866      | R            |                |
| Vacant |                                                       |                                                       |                                                       |                   |                   |              |                |
| 19     |                                                       | George Fogg                                           | George Fogg (1813–1881)                               | 30 augustus 1866  | 4 maart 1867      | R            |                |
| 20     |                                                       | James Willis Patterson                                | James Willis Patterson (1823–1893)                    | 4 maart 1867      | 4 maart 1873      | R            | 1866           |
| 21     |                                                       | Bainbridge Wadleigh                                   | Bainbridge Wadleigh (1831–1891)                       | 4 maart 1873      | 4 maart 1879      | R            | 1872           |
| Vacant | Vacant                                                | Vacant                                                | Vacant                                                | Vacant            | Vacant            | Vacant       | 1878           |
| 22     |                                                       | Charles Bell                                          | Charles Bell (1823–1893)                              | 18 maart 1879     | 18 juni 1879      | R            | 1878           |
| Vacant |                                                       |                                                       |                                                       |                   |                   |              |                |
| 23     |                                                       | Henry Blair                                           | Henry Blair (1832–1920)                               | 20 juni 1879      | 4 maart 1885      | R            | 1879           |
| Vacant | Vacant                                                | Vacant                                                | Vacant                                                | Vacant            | Vacant            | Vacant       | 1885           |
| (23)   |                                                       | Henry Blair                                           | Henry Blair (1832–1920)                               | 5 maart 1885      | 4 maart 1891      | R            | 1885           |
| 24     |                                                       | Jacob Gallinger                                       | Jacob Gallinger (1837–1918)                           | 4 maart 1891      | 17 augustus 1918  | R            | 1891           |
| 24     | 1897                                                  | Jacob Gallinger                                       | Jacob Gallinger (1837–1918)                           | 4 maart 1891      | 17 augustus 1918  | R            |                |
| 24     | 1903                                                  | Jacob Gallinger                                       | Jacob Gallinger (1837–1918)                           | 4 maart 1891      | 17 augustus 1918  | R            |                |
| 24     | 1909                                                  | Jacob Gallinger                                       | Jacob Gallinger (1837–1918)                           | 4 maart 1891      | 17 augustus 1918  | R            |                |
| 24     | 1914                                                  | Jacob Gallinger                                       | Jacob Gallinger (1837–1918)                           | 4 maart 1891      | 17 augustus 1918  | R            |                |
| Vacant |                                                       |                                                       |                                                       |                   |                   |              |                |
| 25     |                                                       | Irving Drew                                           | Irving Drew (1845–1922)                               | 1 september 1918  | 6 november 1918   | R            |                |
| 26     |                                                       | George Moses                                          | George Moses (1869–1944)                              | 6 november 1918   | 4 maart 1933      | R            | 1918           |
| 26     | 1920                                                  | George Moses                                          | George Moses (1869–1944)                              | 6 november 1918   | 4 maart 1933      | R            |                |
| 26     | 1926                                                  | George Moses                                          | George Moses (1869–1944)                              | 6 november 1918   | 4 maart 1933      | R            |                |
| 27     |                                                       | Fred Brown                                            | Fred Brown (1879–1955)                                | 4 maart 1933      | 3 januari 1939    | D            | 1932           |
| 28     |                                                       | Charles Tobey                                         | Charles Tobey (1880–1953)                             | 3 januari 1939    | 24 juli 1953      | R            | 1938           |
| 28     | 1944                                                  | Charles Tobey                                         | Charles Tobey (1880–1953)                             | 3 januari 1939    | 24 juli 1953      | R            |                |
| 28     | 1950                                                  | Charles Tobey                                         | Charles Tobey (1880–1953)                             | 3 januari 1939    | 24 juli 1953      | R            |                |
| Vacant |                                                       |                                                       |                                                       |                   |                   |              |                |
| 29     |                                                       | Robert Upton                                          | Robert Upton (1884–1972)                              | 15 augustus 1953  | 8 november 1954   | R            |                |
| 30     |                                                       | Norris Cotton                                         | Norris Cotton (1900–1989)                             | 8 november 1954   | 31 december 1974  | R            | 1954           |
| 30     | 1956                                                  | Norris Cotton                                         | Norris Cotton (1900–1989)                             | 8 november 1954   | 31 december 1974  | R            |                |
| 30     | 1962                                                  | Norris Cotton                                         | Norris Cotton (1900–1989)                             | 8 november 1954   | 31 december 1974  | R            |                |
| 30     | 1968                                                  | Norris Cotton                                         | Norris Cotton (1900–1989)                             | 8 november 1954   | 31 december 1974  | R            |                |
| 31     |                                                       | Louis Wyman                                           | Louis Wyman (1917–2002)                               | 31 december 1974  | 3 januari 1975    | R            |                |
| Vacant | Vacant                                                | Vacant                                                | Vacant                                                | Vacant            | Vacant            | Vacant       | 1975           |
| 32     |                                                       | Norris Cotton                                         | Norris Cotton (1900–1989)                             | 10 augustus 1975  | 18 september 1975 | R            | 1975           |
| 33     |                                                       | John Durkin                                           | John Durkin (1932–2012)                               | 18 september 1975 | 30 december 1980  | D            | 1975           |
| 34     |                                                       | Warren Rudman                                         | Warren Rudman (1930–2012)                             | 30 december 1980  | 3 januari 1993    | R            | 1975           |
| 34     | R                                                     | Warren Rudman                                         | Warren Rudman (1930–2012)                             | 30 december 1980  | 3 januari 1993    | 1980         |                |
| 34     | R                                                     | Warren Rudman                                         | Warren Rudman (1930–2012)                             | 30 december 1980  | 3 januari 1993    | 1986         |                |
| 35     |                                                       | Judd Gregg                                            | Judd Gregg (1947)                                     | 3 januari 1993    | 3 januari 2011    | R            | 1992           |
| 35     | 1998                                                  | Judd Gregg                                            | Judd Gregg (1947)                                     | 3 januari 1993    | 3 januari 2011    | R            |                |
| 35     | 2004                                                  | Judd Gregg                                            | Judd Gregg (1947)                                     | 3 januari 1993    | 3 januari 2011    | R            |                |
| 36     |                                                       | Kelly Ayotte                                          | Kelly Ayotte (1968)                                   | 3 januari 2011    | 3 januari 2017    | R            | 2010           |
| 37     |                                                       | Maggie Hassan                                         | Maggie Hassan (1958)                                  | 3 januari 2017    | heden             | D            | 2016           |
| 37     | 2022                                                  | Maggie Hassan                                         | Maggie Hassan (1958)                                  | 3 januari 2017    | heden             | D            |                |

Alabama: Tuberville (R) · Britt (R)
Alaska: Murkowski (R) · Sullivan (R)
Arizona: Kelly (D) · Gallego (D)
Arkansas: Boozman (R) · Cotton (R)
Californië: Padilla (D) · Schiff (D)
Colorado: Bennet (D) · Hickenlooper (D)
Connecticut: Blumenthal (D) · Murphy (D)
Delaware: Coons (D) · Blunt Rochester (D)
Florida: R. Scott (R) · Moody (R)
Georgia: Ossoff (D) · Warnock (D)
Hawaï: Schatz (D) · Hirono (D)
Idaho: Crapo (R) · Risch (R)
Illinois: Durbin (D) · Duckworth (D)
Indiana: Young (R) · Banks (R)
Iowa: Grassley (R) · Ernst (R)
Kansas: Moran (R) · Marshall (R)
Kentucky: McConnell (R) · Paul (R)
Louisiana: Cassidy (R) · Kennedy (R)
Maine: Collins (R) · King (O)
Maryland: Van Hollen (D) · Alsobrooks (D)
Massachusetts: Warren (D) · Markey (D)
Michigan: Peters (D) · Slotkin (D)
Minnesota: Klobuchar (D) · Smith (D)
Mississippi: Wicker (R) · Hyde-Smith (R)
Missouri: Hawley (R) · Schmitt (R)
Montana: Daines (R) · Sheehy (R)
Nebraska: Fischer (R) · Ricketts (R)
Nevada: Cortez Masto (D) · Rosen (D)
New Hampshire: Shaheen (D) · Hassan (D)
New Jersey: Booker (D) · Kim (D)
New Mexico: Heinrich (D) · Luján (D)
New York: Schumer (D) · Gillibrand (D)
North Carolina: Tillis (R) · Budd (R)
North Dakota: Hoeven (R) · Cramer (R)
Ohio: Moreno (R) · Husted (R)
Oklahoma: Lankford (R) · Mullin (R)
Oregon: Wyden (D) · Merkley (D)
Pennsylvania: Fetterman (D) · McCormick (R)
Rhode Island: Reed (D) · Whitehouse (D)
South Carolina: Graham (R) · T. Scott (R)
South Dakota: Thune (R) · Rounds (R)
Tennessee: Blackburn (R) · Hagerty (R)
Texas: Cornyn (R) · Cruz (R)
Utah: Lee (R) · Curtis (R)
Vermont: Sanders (O) · Welch (D)
Virginia: Warner (D) · Kaine (D)
Washington: Murray (D) · Cantwell (D)
West Virginia: Moore Capito (R) · Justice (R)
Wisconsin: Johnson (R) · Baldwin (D)
Wyoming: Barrasso (R) · Lummis (R)
(D): Democraat · (R): Republikein · (O): Onafhankelijk